# Finał Grand Prix w łyżwiarstwie figurowym 2018/2019
Finał Grand Prix w łyżwiarstwie figurowym 2018/2019 – siódme, a zarazem ostatnie w kolejności zawody łyżwiarstwa figurowego z cyklu Grand Prix 2018/2019. Zawody odbywały się równolegle z Finałem Junior Grand Prix w łyżwiarstwie figurowym 2018/2019, czyli ósmymi zawodami podsumowującymi cykl Junior Grand Prix 2018/2019. Zawody rozgrywano od 6 do 9 grudnia 2018 roku w hali Doug Mitchell Thunderbird Sports Centre w Vancouver.
Wśród solistów triumfował Amerykanin Nathan Chen. W konkurencji solistek zwyciężyła Japonka Rika Kihira. W konkurencji par sportowych złoty medal zdobyli reprezentanci Francji Vanessa James i Morgan Ciprès. W rywalizacji par tanecznych zwyciężyła para amerykańska Madison Hubbell i Zachary Donohue.
W kategorii juniorów wśród solistów zwycięstwo odniósł Kanadyjczyk Stephen Gogolev, zaś w konkurencji solistek Rosjanka Alona Kostornoj. W parach sportowych w kategorii juniorów triumfowali Rosjanie Anastasija Miszyna i Aleksandr Gallamow. Z kolei w juniorskich parach tanecznych złoty medal zdobyli ich rodacy Sofja Szewczenko i Igor Jeriomienko.

## Terminarz
| Data      | Godzina                     | Kategoria              | Konkurencja            | Segment                |
| --------- | --------------------------- | ---------------------- | ---------------------- | ---------------------- |
| 6 grudnia | 14:05 UTC−08:00 / 23:05 CET | Junior                 | Pary taneczne          | Taniec rytmiczny       |
| 6 grudnia | 15:20 UTC−08:00 / 00:20 CET | Junior                 | Soliści                | Program krótki         |
| 6 grudnia | 16:25 UTC−08:00 / 01:25 CET | Junior                 | Pary sportowe          | Program krótki         |
| 6 grudnia | 17:40 UTC−08:00 / 02:40 CET | Junior                 | Solistki               | Program krótki         |
| 6 grudnia | 19:45 UTC−08:00 / 04:45 CET | Senior                 | Soliści                | Program krótki         |
| 6 grudnia | 21:00 UTC−08:00 / 06:00 CET | Senior                 | Solistki               | Program krótki         |
| 7 grudnia | 15:45 UTC−08:00 / 00:45 CET | Junior                 | Pary taneczne          | Taniec dowolny         |
| 7 grudnia | 17:05 UTC−08:00 / 02:05 CET | Junior                 | Soliści                | Program dowolny        |
| 7 grudnia | 19:05 UTC−08:00 / 04:05 CET | Senior                 | Pary taneczne          | Taniec rytmiczny       |
| 7 grudnia | 20:20 UTC−08:00 / 05:20 CET | Senior                 | Pary sportowe          | Program krótki         |
| 7 grudnia | 21:35 UTC−08:00 / 06:35 CET | Senior                 | Soliści                | Program dowolny        |
| 8 grudnia | 13:55 UTC−08:00 / 22:55 CET | Senior                 | Solistki               | Program dowolny        |
| 8 grudnia | 15:15 UTC−08:00 / 00:15 CET | Junior                 | Solistki               | Program dowolny        |
| 8 grudnia | 16:30 UTC−08:00 / 01:30 CET | Junior                 | Pary sportowe          | Program dowolny        |
| 8 grudnia | 19:00 UTC−08:00 / 04:00 CET | Senior                 | Pary taneczne          | Taniec dowolny         |
| 8 grudnia | 20:20 UTC−08:00 / 05:20 CET | Senior                 | Pary sportowe          | Program dowolny        |
| 9 grudnia | 14:00 UTC−08:00 / 23:00 CET | Pokazy mistrzów (gala) | Pokazy mistrzów (gala) | Pokazy mistrzów (gala) |

## Rekordy świata

### Kategoria seniorów
| Rekordy świata (GOE±5) na moment rozpoczęcia zawodów (stan na 6 grudnia 2018): | Rekordy świata (GOE±5) na moment rozpoczęcia zawodów (stan na 6 grudnia 2018): | Rekordy świata (GOE±5) na moment rozpoczęcia zawodów (stan na 6 grudnia 2018): | Rekordy świata (GOE±5) na moment rozpoczęcia zawodów (stan na 6 grudnia 2018): | Rekordy świata (GOE±5) na moment rozpoczęcia zawodów (stan na 6 grudnia 2018): | Rekordy świata (GOE±5) na moment rozpoczęcia zawodów (stan na 6 grudnia 2018): |
| Konkurencja                                                                    | Segment                                                                        | Zawodnicy                                                                      | Punkty                                                                         | Zawody                                                                         | Data                                                                           |
| ------------------------------------------------------------------------------ | ------------------------------------------------------------------------------ | ------------------------------------------------------------------------------ | ------------------------------------------------------------------------------ | ------------------------------------------------------------------------------ | ------------------------------------------------------------------------------ |
| Soliści                                                                        | Nota łączna                                                                    | Yuzuru Hanyū                                                                   | 297,12                                                                         | Grand Prix Helsinki 2018                                                       | 4 listopada 2018                                                               |
| Soliści                                                                        | Program dowolny                                                                | Yuzuru Hanyū                                                                   | 190,43                                                                         | Grand Prix Helsinki 2018                                                       | 4 listopada 2018                                                               |
| Soliści                                                                        | Program krótki                                                                 | Yuzuru Hanyū                                                                   | 110,53                                                                         | Rostelecom Cup 2018                                                            | 16 listopada 2018                                                              |
| Solistki                                                                       | Nota łączna                                                                    | Alina Zagitowa                                                                 | 238,43                                                                         | Nebelhorn Trophy 2018                                                          | 28 września 2018                                                               |
| Solistki                                                                       | Program dowolny                                                                | Alina Zagitowa                                                                 | 158,50                                                                         | Nebelhorn Trophy 2018                                                          | 28 września 2018                                                               |
| Solistki                                                                       | Program krótki                                                                 | Alina Zagitowa                                                                 | 80,78                                                                          | Rostelecom Cup 2018                                                            | 16 listopada 2018                                                              |
| Pary sportowe                                                                  | Nota łączna                                                                    | Vanessa James / Morgan Ciprès                                                  | 221,81                                                                         | Skate Canada International 2018                                                | 27 października 2018                                                           |
| Pary sportowe                                                                  | Program dowolny                                                                | Vanessa James / Morgan Ciprès                                                  | 147,30                                                                         | Skate Canada International 2018                                                | 27 października 2018                                                           |
| Pary sportowe                                                                  | Program krótki                                                                 | Jewgienija Tarasowa / Władimir Morozow                                         | 78,47                                                                          | Rostelecom Cup 2018                                                            | 16 listopada 2018                                                              |
| Pary taneczne                                                                  | Nota łączna                                                                    | Gabriella Papadakis / Guillaume Cizeron                                        | 216,78                                                                         | Internationaux de France 2018                                                  | 24 listopada 2018                                                              |
| Pary taneczne                                                                  | Taniec dowolny                                                                 | Gabriella Papadakis / Guillaume Cizeron                                        | 132,65                                                                         | Internationaux de France 2018                                                  | 24 listopada 2018                                                              |
| Pary taneczne                                                                  | Taniec rytmiczny                                                               | Gabriella Papadakis / Guillaume Cizeron                                        | 84,13                                                                          | Internationaux de France 2018                                                  | 23 listopada 2018                                                              |

W trakcie zawodów ustanowiono następujące rekordy świata (GOE±5):
| Konkurencja   | Segment         | Zawodnicy                     | Punkty | Data           |
| ------------- | --------------- | ----------------------------- | ------ | -------------- |
| Pary sportowe | Program dowolny | Vanessa James / Morgan Ciprès | 148,37 | 8 grudnia 2018 |
| Solistki      | Program krótki  | Rika Kihira                   | 82,51  | 6 grudnia 2018 |

### Kategoria juniorów
| Rekordy świata juniorów (GOE±5) na moment rozpoczęcia zawodów (stan na 6 grudnia 2018): | Rekordy świata juniorów (GOE±5) na moment rozpoczęcia zawodów (stan na 6 grudnia 2018): | Rekordy świata juniorów (GOE±5) na moment rozpoczęcia zawodów (stan na 6 grudnia 2018): | Rekordy świata juniorów (GOE±5) na moment rozpoczęcia zawodów (stan na 6 grudnia 2018): | Rekordy świata juniorów (GOE±5) na moment rozpoczęcia zawodów (stan na 6 grudnia 2018): | Rekordy świata juniorów (GOE±5) na moment rozpoczęcia zawodów (stan na 6 grudnia 2018): |
| Konkurencja                                                                             | Segment                                                                                 | Zawodnicy                                                                               | Punkty                                                                                  | Zawody                                                                                  | Data                                                                                    |
| --------------------------------------------------------------------------------------- | --------------------------------------------------------------------------------------- | --------------------------------------------------------------------------------------- | --------------------------------------------------------------------------------------- | --------------------------------------------------------------------------------------- | --------------------------------------------------------------------------------------- |
| Soliści                                                                                 | Nota łączna                                                                             | Stephen Gogolev                                                                         | 226,63                                                                                  | JGP na Słowacji 2018                                                                    | 24 sierpnia 2018                                                                        |
| Soliści                                                                                 | Program dowolny                                                                         | Piotr Gumiennik                                                                         | 150,35                                                                                  | JGP w Kanadzie 2018                                                                     | 15 września 2018                                                                        |
| Soliści                                                                                 | Program krótki                                                                          | Camden Pulkinen                                                                         | 81,01                                                                                   | JGP w Czechach 2018                                                                     | 28 września 2018                                                                        |
| Solistki                                                                                | Nota łączna                                                                             | Aleksandra Trusowa                                                                      | 221,44                                                                                  | JGP na Litwie 2018                                                                      | 7 września 2018                                                                         |
| Solistki                                                                                | Program dowolny                                                                         | Aleksandra Trusowa                                                                      | 146,81                                                                                  | JGP w Armenii 2018                                                                      | 12 października 2018                                                                    |
| Solistki                                                                                | Program krótki                                                                          | Aleksandra Trusowa                                                                      | 74,74                                                                                   | JGP na Litwie 2018                                                                      | 6 września 2018                                                                         |
| Pary sportowe                                                                           | Nota łączna                                                                             | Ksienija Achantjewa / Walerij Kołesow                                                   | 184,73                                                                                  | JGP w Czechach 2018                                                                     | 28 września 2018                                                                        |
| Pary sportowe                                                                           | Program dowolny                                                                         | Polina Kostiukowicz / Dmitrij Jalin                                                     | 119,76                                                                                  | JGP w Austrii 2018                                                                      | 1 września 2018                                                                         |
| Pary sportowe                                                                           | Program krótki                                                                          | Polina Kostiukowicz / Dmitrij Jalin                                                     | 66,30                                                                                   | JGP w Czechach 2018                                                                     | 27 września 2018                                                                        |
| Pary taneczne                                                                           | Nota łączna                                                                             | Arina Uszakowa / Maksim Niekrasow                                                       | 172,81                                                                                  | JGP w Armenii 2018                                                                      | 13 października 2018                                                                    |
| Pary taneczne                                                                           | Taniec dowolny                                                                          | Arina Uszakowa / Maksim Niekrasow                                                       | 103,63                                                                                  | JGP w Armenii 2018                                                                      | 13 października 2018                                                                    |
| Pary taneczne                                                                           | Taniec rytmiczny                                                                        | Arina Uszakowa / Maksim Niekrasow                                                       | 69,18                                                                                   | JGP w Armenii 2018                                                                      | 12 października 2018                                                                    |

W trakcie zawodów ustanowiono następujące rekordy świata juniorów (GOE±5):
| Konkurencja   | Segment         | Zawodnicy                               | Punkty | Data           |
| ------------- | --------------- | --------------------------------------- | ------ | -------------- |
| Pary sportowe | Nota łączna     | Anastasija Miszyna / Aleksandr Gallamow | 190,63 | 8 grudnia 2018 |
| Pary sportowe | Program dowolny | Anastasija Miszyna / Aleksandr Gallamow | 126,26 | 8 grudnia 2018 |
| Soliści       | Nota łączna     | Stephen Gogolev                         | 233,58 | 7 grudnia 2018 |
| Soliści       | Program dowolny | Stephen Gogolev                         | 154,76 | 7 grudnia 2018 |
| Solistki      | Program krótki  | Alona Kostornoj                         | 76,32  | 6 grudnia 2018 |

## Wyniki

### Kategoria seniorów

#### Soliści (S)

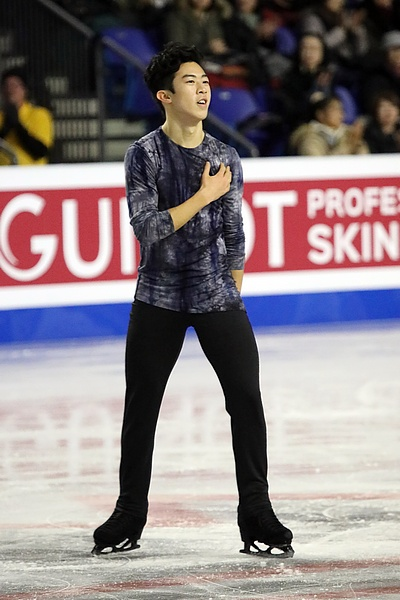
Zwycięzca wśród solistów Nathan Chen (USA)

| Poz. | Zawodnik         | Nota łączna | SP | SP    | FS | FS     |
| ---- | ---------------- | ----------- | -- | ----- | -- | ------ |
| 1    | Nathan Chen      | 282,42      | 1  | 92,99 | 1  | 189,43 |
| 2    | Shōma Uno        | 275,10      | 2  | 91,67 | 2  | 183,43 |
| 3    | Cha Jun-hwan     | 263,49      | 4  | 89,07 | 3  | 174,42 |
| 4    | Michal Březina   | 255,26      | 3  | 89,21 | 4  | 166,05 |
| 5    | Keegan Messing   | 236,05      | 6  | 79,56 | 5  | 156,49 |
| 6    | Siergiej Woronow | 226,44      | 5  | 82,96 | 6  | 143,48 |

#### Solistki (S)
| Poz. | Zawodniczka              | Nota łączna | SP | SP       | FS | FS     |
| ---- | ------------------------ | ----------- | -- | -------- | -- | ------ |
| 1    | Rika Kihira              | 233,12      | 1  | 82,51 WR | 1  | 150,61 |
| 2    | Alina Zagitowa           | 226,53      | 2  | 77,93    | 2  | 148,60 |
| 3    | Jelizawieta Tuktamyszewa | 215,32      | 3  | 70,65    | 3  | 144,67 |
| 4    | Kaori Sakamoto           | 211,68      | 4  | 70,23    | 4  | 141,45 |
| 5    | Sofja Samodurowa         | 204,33      | 5  | 68,24    | 5  | 136,09 |
| 6    | Satoko Miyahara          | 201,31      | 6  | 67,52    | 6  | 133,79 |

#### Pary sportowe (S)
| Poz. | Zawodnicy                              | Nota łączna | SP | SP    | FS | FS        |
| ---- | -------------------------------------- | ----------- | -- | ----- | -- | --------- |
| 1    | Vanessa James / Morgan Ciprès          | 219,88      | 4  | 71,51 | 1  | 148,37 WR |
| 2    | Peng Cheng / Jin Yang                  | 216,90      | 1  | 75,69 | 2  | 141,21    |
| 3    | Jewgienija Tarasowa / Władimir Morozow | 214,20      | 3  | 74,04 | 3  | 140,16    |
| 4    | Natalja Zabijako / Aleksandr Enbiert   | 201,07      | 2  | 75,18 | 4  | 125,89    |
| 5    | Nicole Della Monica / Matteo Guarise   | 187,63      | 5  | 69,77 | 6  | 117,86    |
| 6    | Darja Pawluczenko / Dienis Chodykin    | 186,81      | 6  | 61,24 | 5  | 125,57    |

#### Pary taneczne (S)

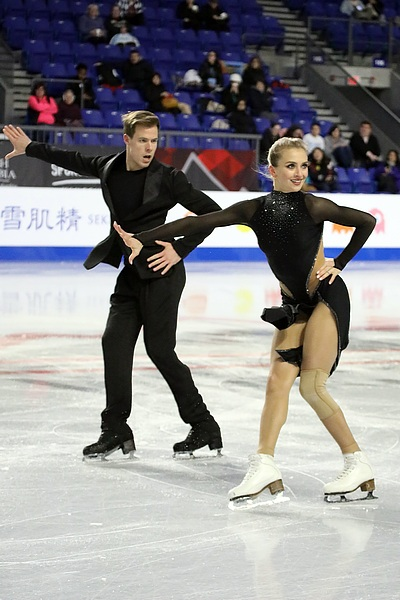
Rosyjska para taneczna Wiktorija Sinicyna / Nikita Kacałapow w tańcu rytmicznym Tango Romantica

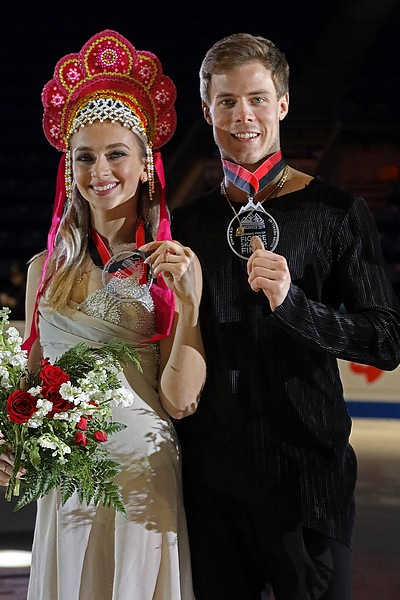
Zdobywcy srebrnego medalu w parach tanecznych Sinicyna / Kacałapow (RUS)

| Poz. | Zawodnicy                             | Nota łączna | RD | RD    | FD | FD     |
| ---- | ------------------------------------- | ----------- | -- | ----- | -- | ------ |
| 1    | Madison Hubbell / Zachary Donohue     | 205,35      | 1  | 80,53 | 1  | 124,82 |
| 2    | Wiktorija Sinicyna / Nikita Kacałapow | 201,37      | 3  | 77,33 | 2  | 124,04 |
| 3    | Charlène Guignard / Marco Fabbri      | 198,65      | 2  | 78,30 | 3  | 120,35 |
| 4    | Aleksandra Stiepanowa / Iwan Bukin    | 196,72      | 4  | 77,20 | 4  | 119,52 |
| 5    | Tiffany Zahorski / Jonathan Guerreiro | 184,37      | 5  | 72,98 | 6  | 111,39 |
| 6    | Kaitlin Hawayek / Jean-Luc Baker      | 184,04      | 6  | 71,33 | 5  | 112,71 |

### Kategoria juniorów

#### Soliści (J)
| Poz. | Zawodnik         | Nota łączna | SP | SP    | FS | FS         |
| ---- | ---------------- | ----------- | -- | ----- | -- | ---------- |
| 1    | Stephen Gogolev  | 233,58 JWR  | 2  | 78,82 | 1  | 154,76 JWR |
| 2    | Piotr Gumiennik  | 218,75      | 3  | 76,16 | 2  | 142,59     |
| 3    | Koshiro Shimada  | 214,38      | 4  | 73,97 | 4  | 140,41     |
| 4    | Adam Siao Him Fa | 207,04      | 5  | 66,48 | 3  | 140,56     |
| 5    | Camden Pulkinen  | 197,68      | 1  | 80,31 | 6  | 117,37     |
| 6    | Tomoki Hiwatashi | 190,80      | 6  | 62,48 | 5  | 128,32     |

#### Solistki (J)
| Poz. | Zawodniczka           | Nota łączna | SP | SP        | FS | FS     |
| ---- | --------------------- | ----------- | -- | --------- | -- | ------ |
| 1    | Alona Kostornoj       | 217,98      | 1  | 76,32 JWR | 1  | 141,66 |
| 2    | Aleksandra Trusowa    | 215,20      | 2  | 74,43     | 2  | 140,77 |
| 3    | Alona Kanyszewa       | 198,14      | 3  | 68,66     | 3  | 129,48 |
| 4    | Anastasija Tarakanowa | 190,46      | 5  | 61,78     | 4  | 128,68 |
| 5    | Anna Szczerbakowa     | 181,83      | 6  | 56,26     | 5  | 125,57 |
| 6    | Kim Ye-lim            | 177,91      | 4  | 62,51     | 6  | 115,40 |

#### Pary sportowe (J)
| Poz. | Zawodnicy                               | Nota łączna | SP | SP    | FS  | FS         |
| ---- | --------------------------------------- | ----------- | -- | ----- | --- | ---------- |
| 1    | Anastasija Miszyna / Aleksandr Gallamow | 190,63 JWR  | 3  | 64,37 | 1   | 126,26 JWR |
| 2    | Polina Kostiukowicz / Dmitrij Jalin     | 189,53      | 1  | 66,84 | 2   | 122,69     |
| 3    | Apollinarija Panfiłowa / Dmitrij Ryłow  | 186,59      | 2  | 66,44 | 3   | 120,15     |
| 4    | Ksienija Achantjewa / Walerij Kolesow   | 172,51      | 4  | 62,04 | 4   | 110,47     |
| 5    | Anastasija Połujanowa / Dmitrij Sopot   | 158,33      | 5  | 59,28 | 5   | 99,05      |
| WD   | Sarah Feng / TJ Nyman                   | DNF         | 6  | 49,82 | DNF | DNF        |

#### Pary taneczne (J)
| Poz. | Zawodnicy                                     | Nota łączna | RD | RD    | FD | FD     |
| ---- | --------------------------------------------- | ----------- | -- | ----- | -- | ------ |
| 1    | Sofja Szewczenko / Igor Jeriomienko           | 170,66      | 1  | 67,73 | 2  | 102,93 |
| 2    | Arina Uszakowa / Maksim Niekrasow             | 170,65      | 2  | 67,49 | 1  | 103,16 |
| 3    | Jelizawieta Chudajbierdijewa / Nikita Nazarow | 164,54      | 3  | 66,29 | 4  | 98,25  |
| 4    | Marjorie Lajoie / Zachary Lagha               | 164,51      | 4  | 66,25 | 3  | 98,26  |
| 5    | Avonley Nguyen / Wadym Kołesnyk               | 158,47      | 5  | 63,73 | 5  | 94,74  |
| 6    | Marija Kazakowa / Gieorgij Riewija            | 148,76      | 6  | 57,51 | 6  | 91,25  |